# 연천군농업기술센터
연천군농업기술센터는 1957년 연천군농촌지도소로 개관을 하였고 연천읍에 위치하고 있다.

## 연혁
- 1957년02월: 연천군 교도소(지도소 전신) 설치
- 1962년 3월: 농촌지도소로 개편
- 1964년 각 읍면 지소 설치
- 1989년 4월: 지소를 본소로 통합
- 1990년 1월: 2개과 설치 (사회지도과, 기술보급과)
- 1992년 8월: 농민상담소 설치
- 1996년 1월: 장남상담소 증설로 8개 상담소 설치됨
- 1997년 1월: 지방직 공무원으로 전환
- 1998년 9월: 농업기술센터로 명칭변경,

2과 6담당제로 전환, 상담소가 폐지 
- 2006년 2월: 2과 7담당제로 개편

농업진흥과 → 농업개발과 연구개발분야 신설 
- 2008년 4월: 2과 8담당제로 개편 특화작목분야신설
- 2017년 11월 : 농기계임대사업소 설치
- 2018년 11월 : 농업기술센터 서부지소 설치
- 2020년 6월30일 : 연천군 농산물종합가공센터 설치

## 조직현황
농업개발과
- 지원기획팀
- 과학영농팀
- 인력육성팀
- 생활자원팀

기술보급과
- 작물환경팀
- 소득기술팀
- 경영축산팀
- 농업기계팀

## 시설안내
- 병해충예찰실
- 친환경농업관리실
- 유용미생물실
- 연구시험포
- 생활과학관
- 정보화교육장
- 농업기계임대사업소

서부지소(미산,왕징,백학,장남면)
- 농업기계임대사업소
- 농업상담소
- 본관 1층 경제농정국 축산과, 농업정책과 사무실

## 농업인한마당

### 농촌지도자회
- 목적 : 우애·봉사, 창조의 정신을 토대로 과학영농실천과 농촌문화창달의 선도적 역할을 수행하기 위함새로운 영농기법 도입하여 과학영농과 선진화된 농촌문화 확산으로 농업경쟁력 강화에 기여농업인의 권익과 복리증진을 도모함으로써 후계자육성과 농가소득증대에 기여지식정보화농업 및 친환경농업 확산에 선도적 역할
- 사업 및 활동내용
  - 농촌지도자 현지연찬교육(8-9월) : 농촌지도자회의 활성화와 경기농업발전방향을 모색하여 식량안정보급, 수출농업육성, 환경농업정착을 구현, 개개인의 자질을 향상시키고 지도력을,
  - 배양선진농업 해외연수(6-9월) : 선진농업국의 첨단농업기술 정보수집과 유통분야의 견문을 넓혀 국제적 감각 제고
  - 선진농업비교연찬회(11월) : 선진농장 및 연구기관 견학
  - (과학영농기술교류)농촌지도자 대회(격년 11월11일) : 농업인의날 행사 적극추진하여 농업·농촌 활력화에 기여
- 조직 및 회원현황조직 : 1개연합회,

10개읍면회원 : 258명
- 임원현황: 회장 ,사무국장 ,감사

### 생활개선회
- (주)한국생활개선 연천군연합회 소개

여성농업인들간의 정보교류의 장을 제공하고 과학적인 생활기술을 적극 보급함으로써 농촌 삶의 질을 향상시키고 여성의 역할수행증대에 따른 사회변화에 발맞춰 건전하고 진취적인 농촌여성을 육성하여 지역사회 발전에 기여하는 단체
- 사업 및 활동내용
  - 5-S 운동전개화목한 가정 만들기,
  - 1인 1특기 갖기:(special ability),
  - 자원봉사하기:(service),
  - 노인자살예방하기:(suicideprevention)
  - 환경보존하기:(save the earth)
  - 읍면연찬교육:(3월- 4월)
  - 수련회 :(8월)
  - 신문화연찬교육:(4월, 9월)
  - 등반 및 환경사랑 실천운동:(3월, 11월)

- 조직 및 회원현황 
  - 조 직 : 1개연합회, 9개
  - 읍면회원수 : 378명
- 임원현황
  - 연합회 회장
  - 연합회 부회장
  - 연합회 사무국장
  - 연합회 감사

### 연천군 4-H
- 연천군 4-H소개
  - 4-H는 국가의장래를 이끌어갈 청소년들로 하여금 4-H회를 통한 실천적 단체 활동으로 지·덕·노·체의 4-H 이념을 생활화하여 창의적인 사고와 과학적인 행동양식을 갖추고 친환경적인 체험으로 농심을 함양하고 건전한 미래세대로 키우는 동시에 지역사회와 국가발전에 기여를 목적으로 한 실천적 청소년 사회교육운동이다.**클로버는 강한 생명력을 갖고 있고 활착성이 뛰어나며 토양을 비옥하게 하는 두과식물이다.**4-H회원들도 클로버의 강한 생명력을 본받아 자아를 실현하고 희생,봉사정신으로 지역사회와 국가발전에 기여하게 하려는 의도에서 클로버를 4-H회의 상징으로 삼은 것이다.**4-H를 상징하는 클로버는 행운과 성취의 의미가 담겨져 있고, 흰 바탕은 청순함을, 녹색은 희망을 상징한다.

- 사업활동내용
  - 청소년의 달 행사4-H야외교육(중앙, 도,시군)
  - 선진농장 및 문화유적탐방 활동
  - 4- H경진대회(중앙, 도)
  - 전통민속문화 경영대회(도지사기배)
  - 영농·학교 4-H회원 과제활동지원
- 회원현황조직 : 영농4-H (1), 학교4-H(5)
- 회원수 : 31명

### 품목별 연구회
- 품목별연구회 조직동일 품목을 경영하는 농업인들이 생산·저장·가공·유통 등의 문제 해결을 위해 품목별 경쟁력 제고를 추구하는 모임
- 추진방침

추진방침같은 품목을 경영하는 농업인의 조직적 활동지원 강화농업인과 전문지도공무원의 상호보완적 협력체계 확보
- 조직현황

 조직 : 28개회, 회원 : 1,233명
- 품목별 연구회

## 농업인교육
연천농업대학
연천농업대학 교육방향
21세기 연천농업을 이끌어갈 유능한 인재를 발굴 
집중교육하여 전문기술과 경영능력을 겸비한 
선도자로 양성
연천농업대학 운영체계
- 학장 : 연천군수
- 부학장 : 농업기술센터소장
- 교학처장 : 농업개발과장
- 교수부장 : 기술보급과장
- 교학실장 : 인력육성팀장
- 행정담당자 : 농업인교육담당자

학사일정
- 교육기간 : 매년 3월 ~ 11월
- 교육시간 : 100시간 13:30~17:20
- 교육장소 : 농업기술센터,농가현지포장,선진농장
- 교육대상 : 2개과정(친환경농업과,발효가공과)

## 찾아오시는길
버스 39-2번
- 연천읍사무소 하차

농업기계임대사업소
- 소득자원연구소 하차